# Pierre-Alexandre Jeanniot
Pour les articles homonymes, voir Jeanniot.
Pierre-Alexandre Jeanniot, né le 28 mai 1826 à Champlitte en Haute-Saône et mort le 16 mai 1892 à Vesoul, est un artiste peintre français.

## Biographie
Il fut élève de Diday et de Calame et directeur de l'école des beaux-arts de Dijon de 1873 à 1879.
Il décéda au 3 rue de la Gare a Vesoul.
Une rue de Dijon porte son nom,.
Son fils Pierre Georges Jeanniot (1848-1934) fut également peintre.

Œuvres de Pierre-Alexandre Jeanniot
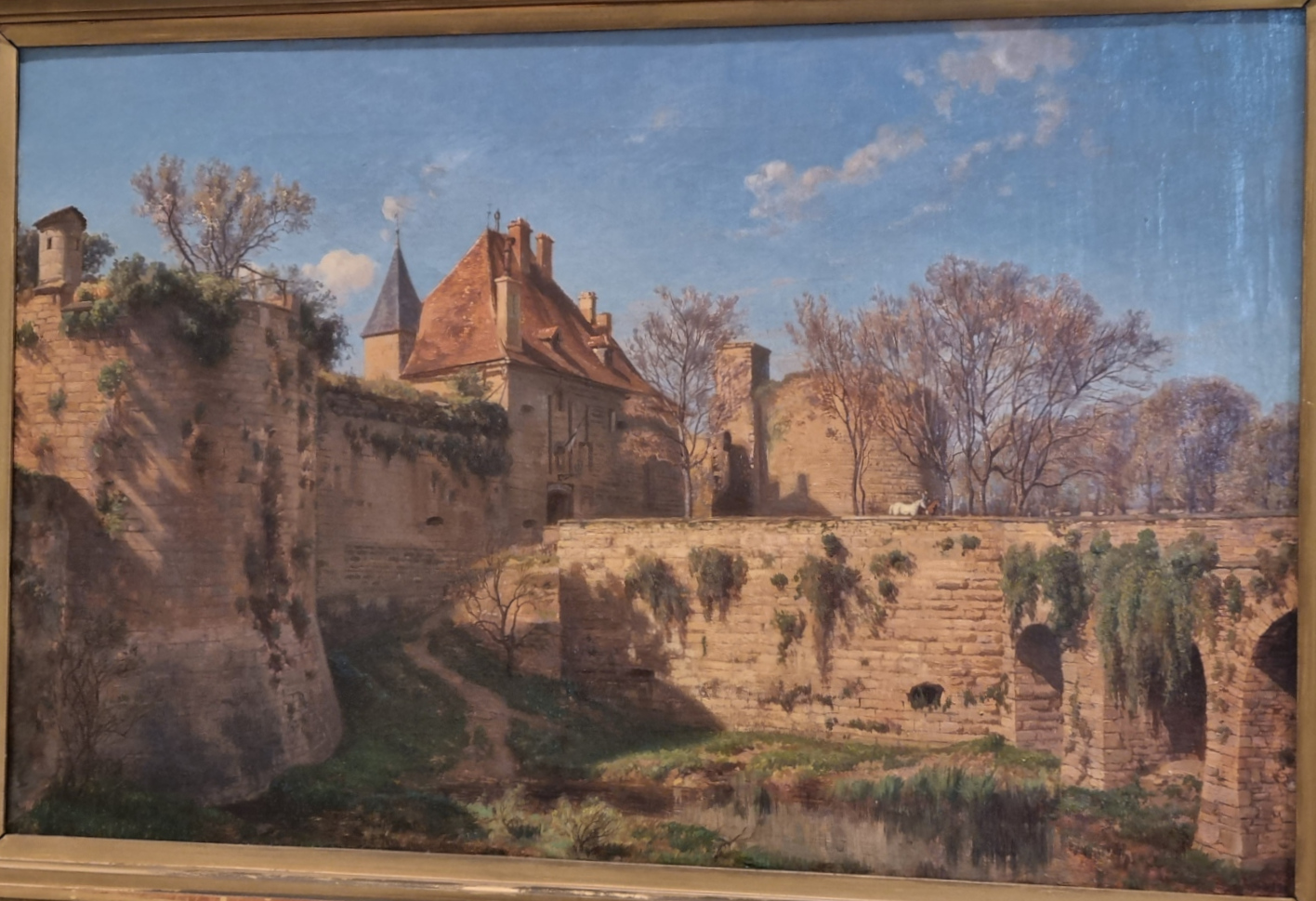
Entrée du château de Dijon (1861)
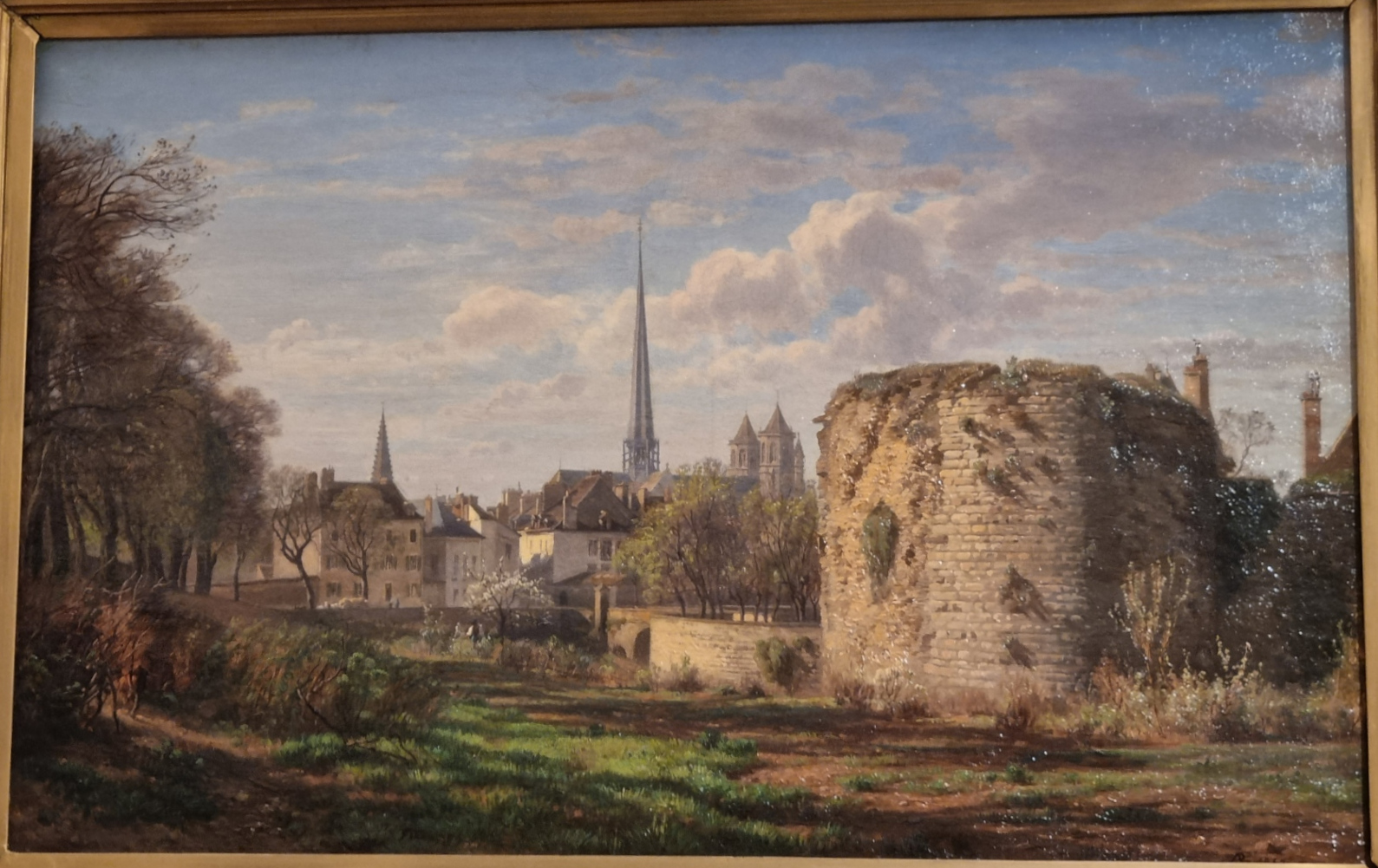
Vue du château de Dijon: la tour Guillaume (1861)
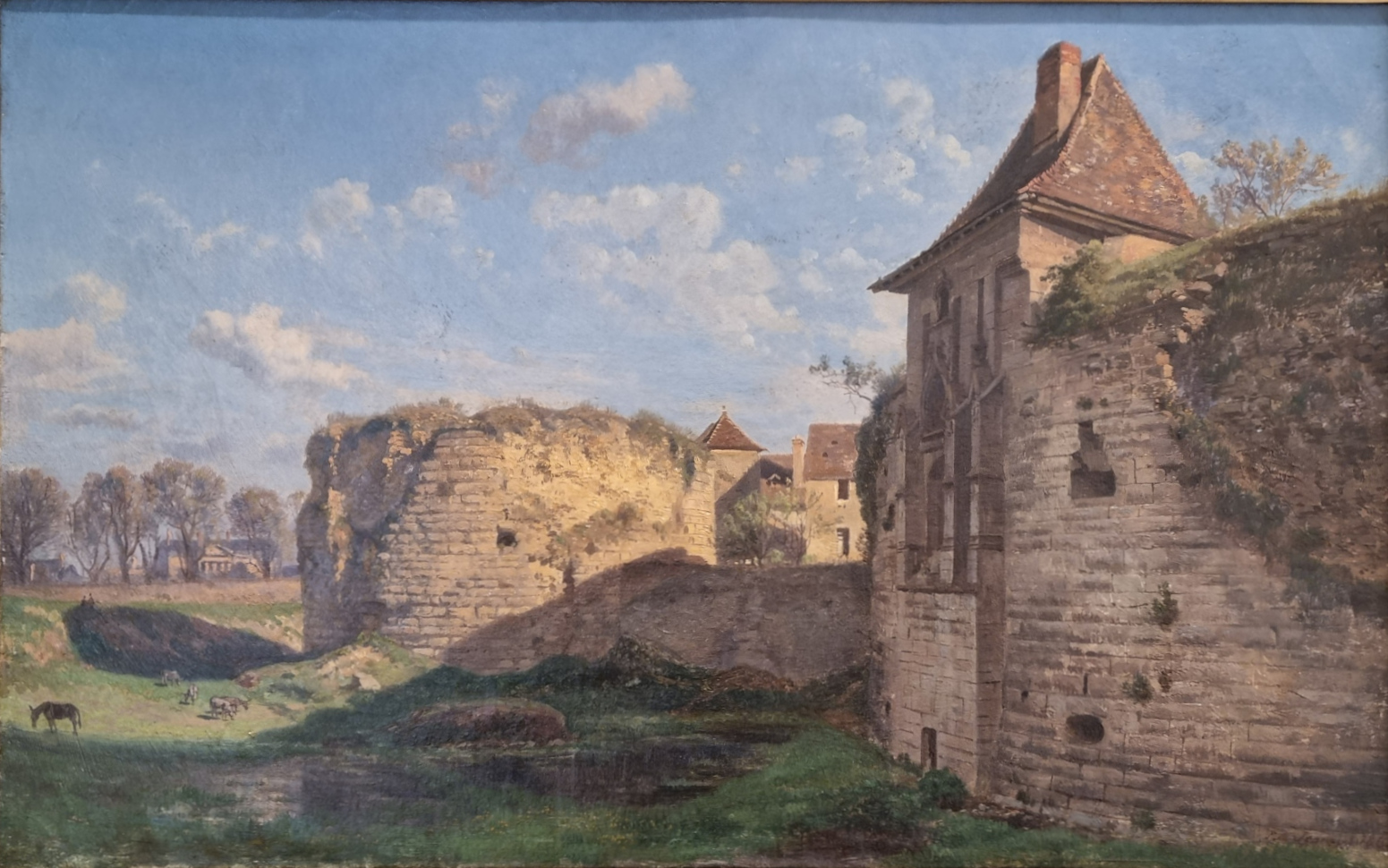
Vue du château de Dijon: la porte de secours (1861)